# 새뮤얼 크럼프턴

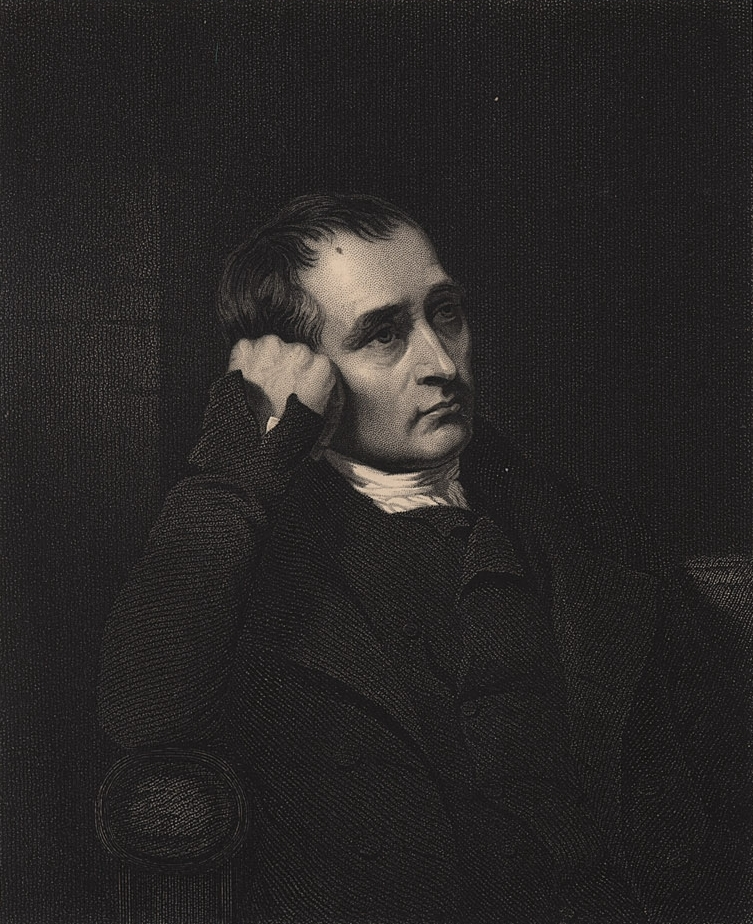

새뮤얼 크럼프턴(Samuel Crompton ; 1753년 ~ 1827년)은 영국의 발명가이다. 방적을 직업으로 하고 있는 집안에서 태어나, 16세에 하그리브스 방적기를 배우고 그것의 개량에 힘썼다. 1779년 제니 방적기와 수력 방적기의 원리를 합쳐 뮬 방적기를 발명하였다. 이 방적기는 성능이 좋아 널리 보급되었으나, 특허를 얻지 못하여 큰돈을 벌지 못하였다. 또한 제임스 와트에 가려지는 바람에 이름도 그다지 뜨지는 않았다